# (6431) 1967 UT
1967 يو تي (ويعرف أيضًا باسم (6431) 1967 يو تي وفق تسمية الكوكب الصغير) (بالإنجليزية: 1967 UT)‏ هو كويكب ضمن حزام الكويكبات؛ وترتيبه 6431 من حيث الاكتشاف.
اكتُشف هذا الجُرم الفلكي بواسطة لوبوش كوهوتك في 30 أكتوبر 1967.

## وصلات خارجية
- (6431) 1967 UT في قاعدة بيانات مختبر الدفع النفاث لأجرام النظام الشمسي الصغيرة

- الاكتشاف · مخطط المدار ·  العناصر المدارية · المعلمات المادية

- (6431) 1967 UT على موقع ويكي سكاي: DSS2, SDSS, GALEX, IRAS, Hydrogen α, X-Ray, Astrophoto, Sky Map, Articles and images